# Mickey (Neil-Moret-Lied)
Mickey ist der Titel eines Musikstücks, das der US-amerikanische Komponist Neil Moret auf einen Text von Harry Williams 1918 als Titellied zu dem gleichnamigen Film von F. Richard Jones und James Young geschrieben hat. Es erschien zuerst 1918 im Musikverlag Daniels & Wilson Inc. in San Francisco, der 1919 dem Musikverlag von Waterson, Berlin & Snyder in New York das Copyright übertrug.

## Hintergrund
Der Film Mickey war eine Produktion von Mack Sennett und kam im August 1918 in die amerikanischen Kinos. Mabel Normand spielte darin die Titelrolle. Ihr widmete der Komponist Moret, eigentlich Charles N. Daniels, Mitinhaber des Verlages Daniels & Wilson in San Francisco, bekannt geworden durch sein op. 6, das summer idyl „Hiawatha“, das Lied mit der Zeile respectfully dedicated to Miss Mabel Normand auf dem Notentitel. Sowohl der Film als auch das Filmlied wurden ein großer Erfolg beim Publikum. Mickey gilt als das allererste Titellied, das je für einen Film komponiert wurde.
Der Kehrreim erweist das Lied als Liebeserklärung an die Titelheldin Mickey, die „Bergblume mit dem rabenschwarzen Haar“ und dem „berückenden Lächeln“, auf deren irische Abstammung die Nennung der Orte Killarney und Blarney (mit dem Stein, der gegen einen Kuss ewige Beredsamkeit verleihen soll), im Text deutet.
Kehrreim:
Mickey, pretty Mickey,

With your hair of raven hue.

In your smiling so beguiling

There's a bit of Killarney, bit of Blarney, too.

Childhood in the wildwood,

Like a mountain flower you grew.

Pretty Mickey, pretty Mickey

Can you blame anyone for falling in love with you.
Das Lied ist nicht zu verwechseln mit dem Lied Mickey aus dem Jahr 1982, das von Mike Chapman und Nicky Chinn geschrieben wurde und auf dem Album Word of Mouth erschien, gesungen von Toni Basil.

## Notenausgabe
Mickey. Adapted from Mack Sennett's $500.000 Photoplay Mickey and respectfully dedicated to Miss Mabel Normand. Words by Harry Williams. Music by Neil Moret. Copyright MCMXVIII by Daniels & Wilson Inc., San Francisco, Cal. Copyright transferred MCMXIX to Waterson, Berlin & Snyder Co. Pub.No. 886-2.

## Interpreten
Bereits im September 1918 hatte das Sterling Trio das Lied für die amerikanische Columbia in den Trichter gesungen, der kanadische Tenor Henry Burr für das OKeh-Label. Der texanische Tenor Vernon Dalhart nahm es im Februar 1919 für Edison auf, das Trio des Geigers und Kapellmeisters Joseph Cyrus Smith spielte den Song mit Refraingesang durch den (auf dem Etikett nicht erwähnten) Tenor Henry Burr schließlich bei der Victor Talking Machine Company in Camden (New Jersey) ein.

## Tondokumente
- 1918: Mickey (Neil Moret). Sterling Trio, Male Vocal Trio, Orchestra Accompaniment, rec. 09.18. Columbia A 2662 (mx. 78045)[9]
- 1918: Mickey (Harry Williams – Neil Moret). Henry Burr, Male vocal solo, with orchestra. rec. ca. Sept. 1918. OKeh 1115 (mx. 363 B). New York NY[10]
- 1919: Mickey (Neil Moret). Vernon Dalhart, tenor with Orchestra. Rec. 13.02.19. Edison 80459-L (mx. 6620 C-7-85)[11]
- 1919: Mickey (Harry Williams – Neil Moret). Joseph C. Smith Trio (Violin, Cello and Piano) with Vocal Refrain. rec. early 1919, Victor 18532-A (mx. B-22365)[12]